# Le Totem de l'espace
Le Totem de l’espace est le quatrième album de la série Le Scrameustache de Gos. L'histoire est publiée pour la première fois du no 1955 au no 1974 du journal Spirou, puis en album en 1977.

## Personnages
- Khéna
- Le Scrameustache
- Oncle Georges
- Martin Paradis et sa femme
- Les Stix
- Les Accusmalas

## Résumé
Avec leurs instruments d'astrométrie fraîchement reçus du Continent des deux Lunes, Khéna et la Scrameustache découvrent un engin automatisé qui se dirige vers la Terre, pour déposer un curieux objet au Québec. Ils se rendent donc enquêter avec l'oncle Georges, qui a un ami qui réside dans ce secteur. Le curieux objet renferme bien des surprises.

## Autour de l'album
C'est dans cet album que les Stix, de dangereux extraterrestres, font leur apparition (ils sont nommés mais non visibles), bien que chronologiquement, leur première apparition soit dans D'où viens-tu Scrameustache ? (18e album). Ils feront d'autres apparitions dans le futur. Les Stix sont souvent accompagnés des Accusmalas, des animaux domestiqués amphibiens à l'intelligence limitée qui servent comme caste ouvrière.
Comme cet album se déroule au Québec, l'utilisation d'un langage qualifié de « terroir » par l'auteur est fait, en hommage aux particularités linguistiques du Québec.
Le nom Accusmalas avait été employé précédemment, par le Scrameustache, pour désigner deux habitants du Continent des Deux Lunes, ayant silhouette humaine, et qui avaient posé leur vaisseau spatial à proximité de Chambon-les-Roses (album n° 3, Le Continent des deux lunes ; planche 9, case 4).